# Dungeraphorura yaruna
 (octobre 2019).
Genre
Espèce
Dungeraphorura yaruna, unique représentant du genre Dungeraphorura, est une espèce de collemboles de la famille des Onychiuridae.

## Distribution
Cette espèce est endémique de Bouriatie en Russie.

## Description
Dungeraphorura yaruna mesure de 1,0 à 1,3 mm.

## Étymologie
Ce genre est nommé en l'honneur de Wolfram Dunger.

## Publication originale
- Gulgenova & Potapov, 2012 : Dungeraphorura, a new genus of Onychiuridae (Collembola) from East Palaearctic. Soil Organisms, vol. 84, no 3, p. 555-562.